# Александровка (Петровский район, Тамбовская область)
Александровка — деревня в Петровском районе Тамбовской области России. Входит в состав Волчковского сельсовета.

## География
Деревня находится в западной части Тамбовской области, в лесостепной зоне, в пределах Окско-Донской низменной равнины, на расстоянии примерно 27 километров (по прямой) к юго-востоку от села Петровского, административного центра района. Абсолютная высота — 137 метров над уровнем моря.

### Климат
Климат умеренно континентальный, относительно сухой, с холодной продолжительной зимой и тёплым летом. Средняя температура воздуха самого холодного месяца (января) — −11,5 — −10,5 °C (абсолютный минимум — −39 °C); самого тёплого месяца (июля) — 19,5 — 20,5 °C (абсолютный максимум — 40 °С). Период с положительной температурой выше 10 °C длится 141—154 дня. Среднегодовое количество атмосферных осадков варьирует в пределах от 400 до 650 мм. Продолжительность залегания снежного покрова составляет в среднем 135 дней.

### Часовой пояс
Деревня Александровка, как и вся Тамбовская область, находится в часовой зоне МСК (московское время). Смещение применяемого времени относительно UTC составляет +3:00.

## История
Деревня Александровка Волчковского сельского Совета впервые упоминается в документах третьей ревизской сказки 1762-1767 годов под названием «сельцо Александрово». Оно было населено крепостными крестьянами майора Андрея Кошелева, проживавших в 24 домах.  По ревизии 1782 года было записано 100 мужчин и 108 женщин. В их числе крестьяне Михаил Ермилов (52 года), Дорофей Хотин (46 лет), Петр Андреев (29 лет). 5 человек мужчин - дети и внуки умершего в 1764 году Тимофея Перфильева.
В 1858 году в документах ревизской сказки упоминается деревня Александровка, которая принадлежала малолетним детям умершего Алексея Павловича Кулунчакова - Николаю, Сергею, Авдотье, Александре. За ними записаны крепостные крестьяне: мужского пола - 172, женского 182 человека. В числе проживавших крестьян были: Иванов Федор, Иванов Карп, Трофимов Гаврила, Казьмины Никита и Самсон, Андреев Евсей. В епархиальных сведениях 1911 года по церковному приходу села Волчки в Александровке в то время числилось 58 крестьянских дворов с населением: мужского пола - 148, женского пола - 140 человек.

## Население
| 2010 |
| ---- |
| 0    |

### Национальный состав
Согласно результатам переписи 2002 года, в национальной структуре населения русские составляли 98 % из 43 чел.

## Известные жители
Косурин, Василий Иванович (1906 - 1989) - труженик тыла Великой Отечественной войны, почетный шахтёр, кавалер орденов Ленина и Трудового Красного знамени. В 30-е годы был репрессирован и отправлен на спецпереселение в город Караганду (Казахстан). В годы войны трудился каменоломщиком каменного карьера посёлка № 20 им Жуковского города Караганды.